# Пулемётчик Келли
«Пулемётчик Келли» (англ. Machine-Gun Kelly) — гангстерский фильм Роджера Кормана, вышедший в 1958 году. Первая главная роль для Чарльза Бронсона. Низкобюджетная картина была снята за восемь дней, но имела неплохой приём у критиков.

## Сюжет
Фильм основан на реальной истории гангстера времён сухого закона в США Джорджа Келли Барнса по кличке «Пулемётчик Келли» (Бронсон). Бутлегерство, перестающее приносить высокий доход, сменяется жестокими налётами на банки. Криминальные схватки проходят на фоне любовной истории главных героев. Чрезмерная, по мнению сообщников, увлечённость главаря красавицей Фло (Сабот) и неудачно спланированный киднепинг становятся причиной раздора в банде, аресту и заключению Келли в Алькатрас.

## В ролях
- Чарльз Бронсон — Пулемётчик Келли
- Сюзан Кэбот — Флоренс «Фло» Бейкер
- Море Амстердам — Майкл Фенданго
- Джек Ламберт — Ховард
- Ричард Девон — Эпл
- Фрэнк де Кова — Гарри
- Конни Гилкрист — Ма Беккер